# Eingabestift

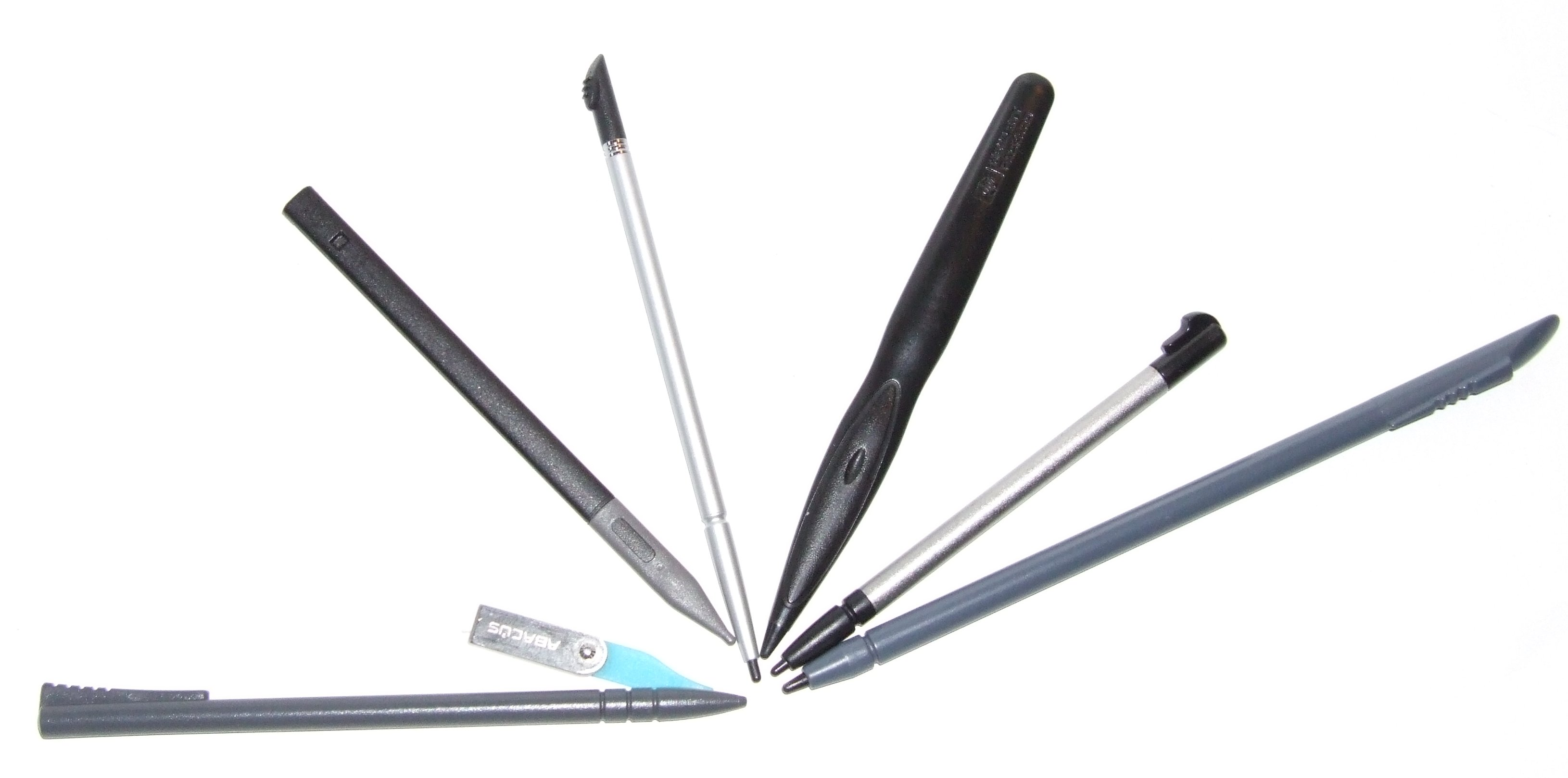
Verschiedene Eingabestifte

Eingabestifte für kapazitive Touchscreens

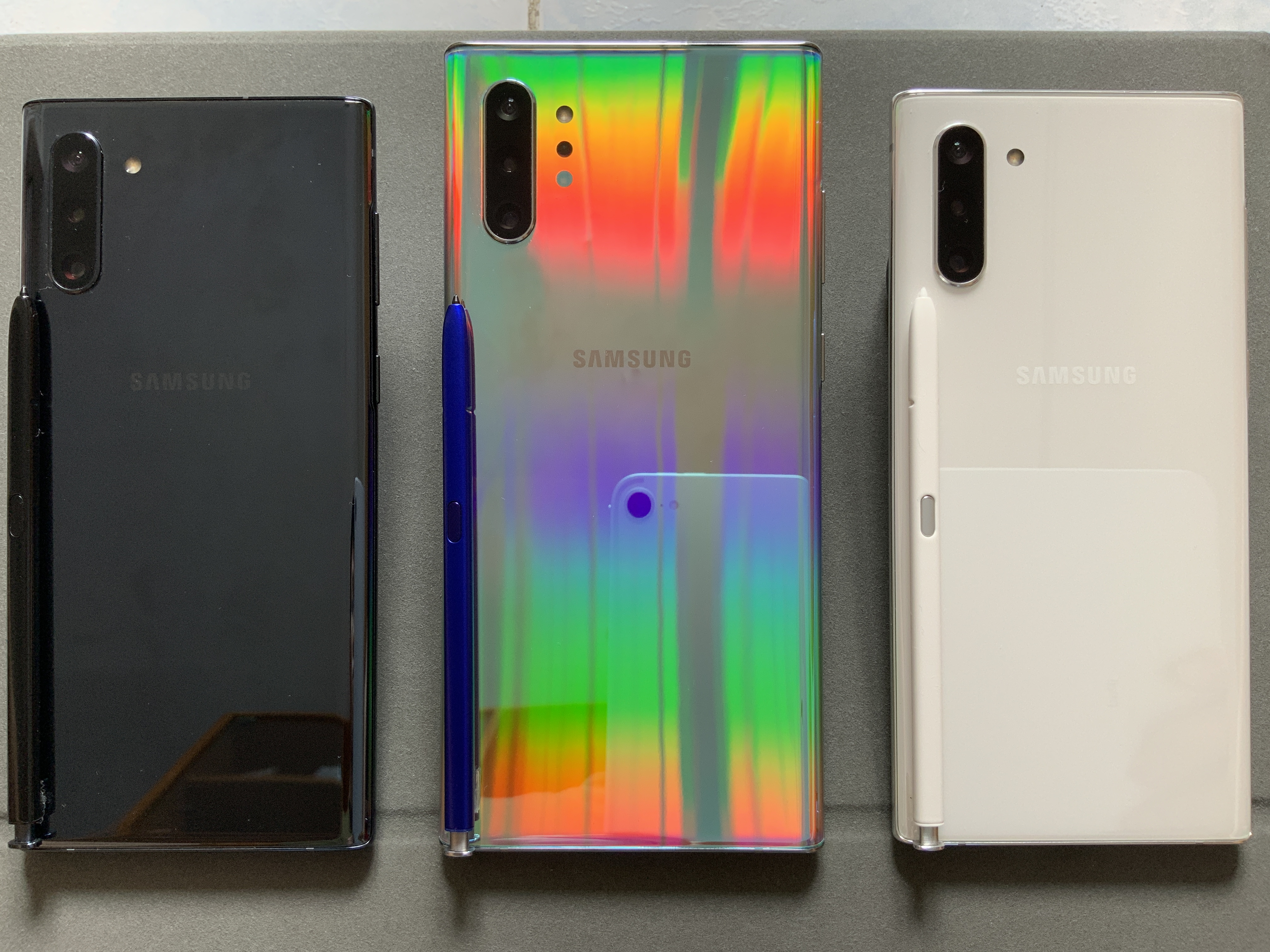
S-Pen (Galaxy Note 10)

Ein Eingabestift (fachsprachlich englisch Stylus oder Touchpen) ist ein Stift, der zur Bedienung von Touchscreens und Grafiktabletts verwendet wird. Speziell für Eingabestifte vorbereitete Bildschirme finden sich in Computern, Mobiltelefonen und Phablets, Handheld-Konsolen oder PDAs.
Der Eingabestift besteht aus einem Kunststoffstift mit weicherem Kunststoffkern. Die Hülle ist hart und grifffest, der weiche Kern mündet in der Spitze und ist dazu ausgelegt, den Bildschirm möglichst schonend (also ohne die Gefahr der Kratzerbildung) zu berühren.
Durch den Eingabestift ist eine präzisere Bedienung als mit den Fingern möglich, da nur die dünne Spitze den Bildschirm berührt. Des Weiteren wird so die Verschmutzung des Bildschirms durch Fingerabdrücke verhindert.
Je nach Gerät können Stiftdruck und Stiftneigung gemessen und aufgezeichnet werden.
Für Geräte mit einem kapazitiven Touchscreen werden leitfähige Stifte benötigt.